# Rozhledna Hořický chlum
Rozhledna Hořický chlum se nachází přibližně kilometr západně od Chlumu, městské části Hořic v Podkrkonoší. Byla postavena v roce 1998 jako základnová stanice společnosti Eurotel (dnešní O2). Celková výška věže činí 41,5 m, ale její vyhlídkový ochoz se nalézá ve výšce 27 m nad zemí. Na vyhlídku vedou dvě nezávislá schodiště, každé o 142 schodech.
O provoz rozhledny se stará KČT Hořice v Podkrkonoší.
V regionu se nachází ještě další dvě rozhledny stejného typu konstrukce i názvu „Chlum“. Jde o Chlum u Hradce Králové a Andrlův Chlum (Ústí nad Orlicí).  Hořická je z nich nejnižší – hradecká měří 55,6 m a orlickoústecká 52 m. Ve všech případech se jedná o základnové stanice postavené Eurotelem, nyní využívané O2 a v rámci sdílení sítě i T-Mobilem.  

## Fotogalerie

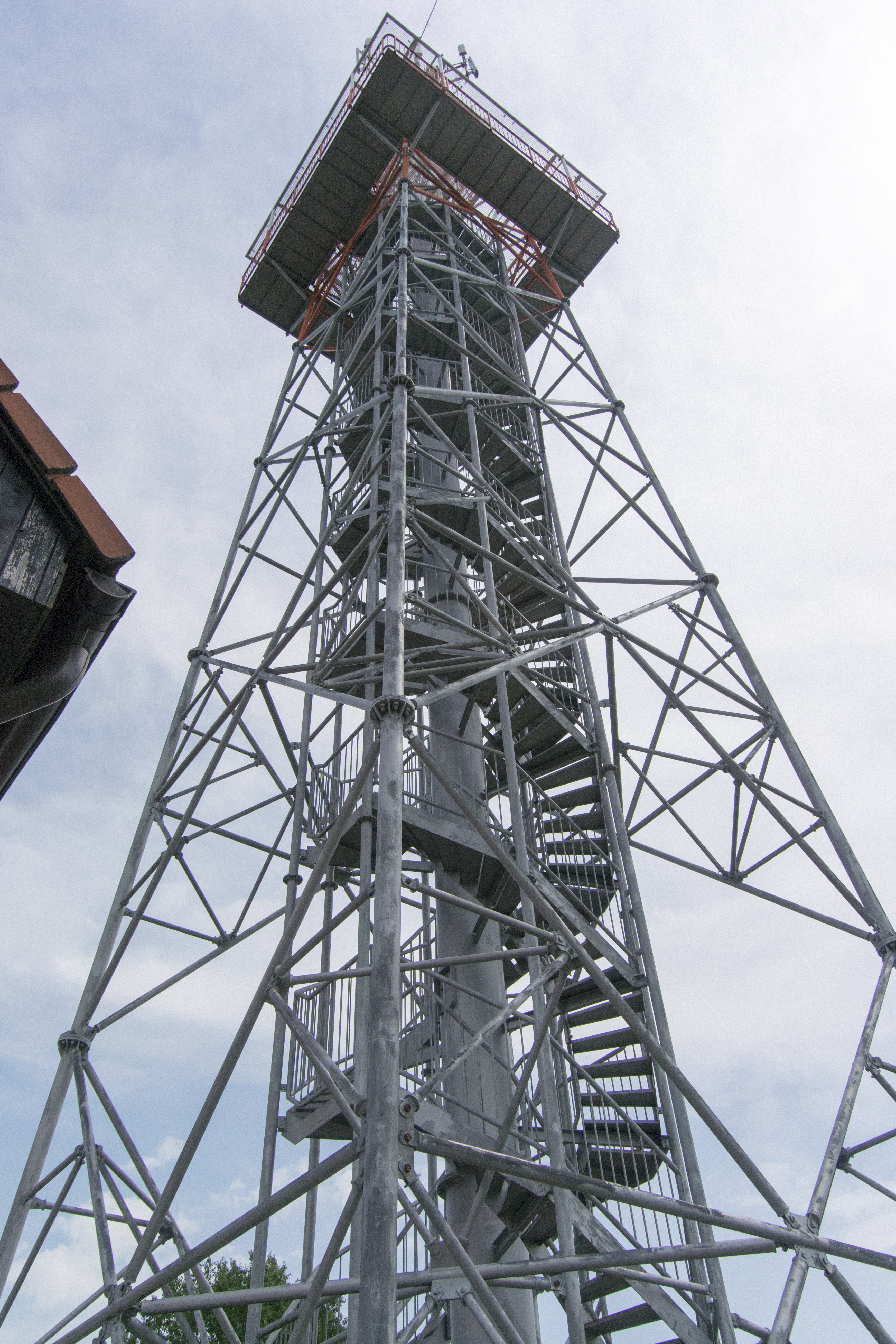
Rozhledna Hořický chlum
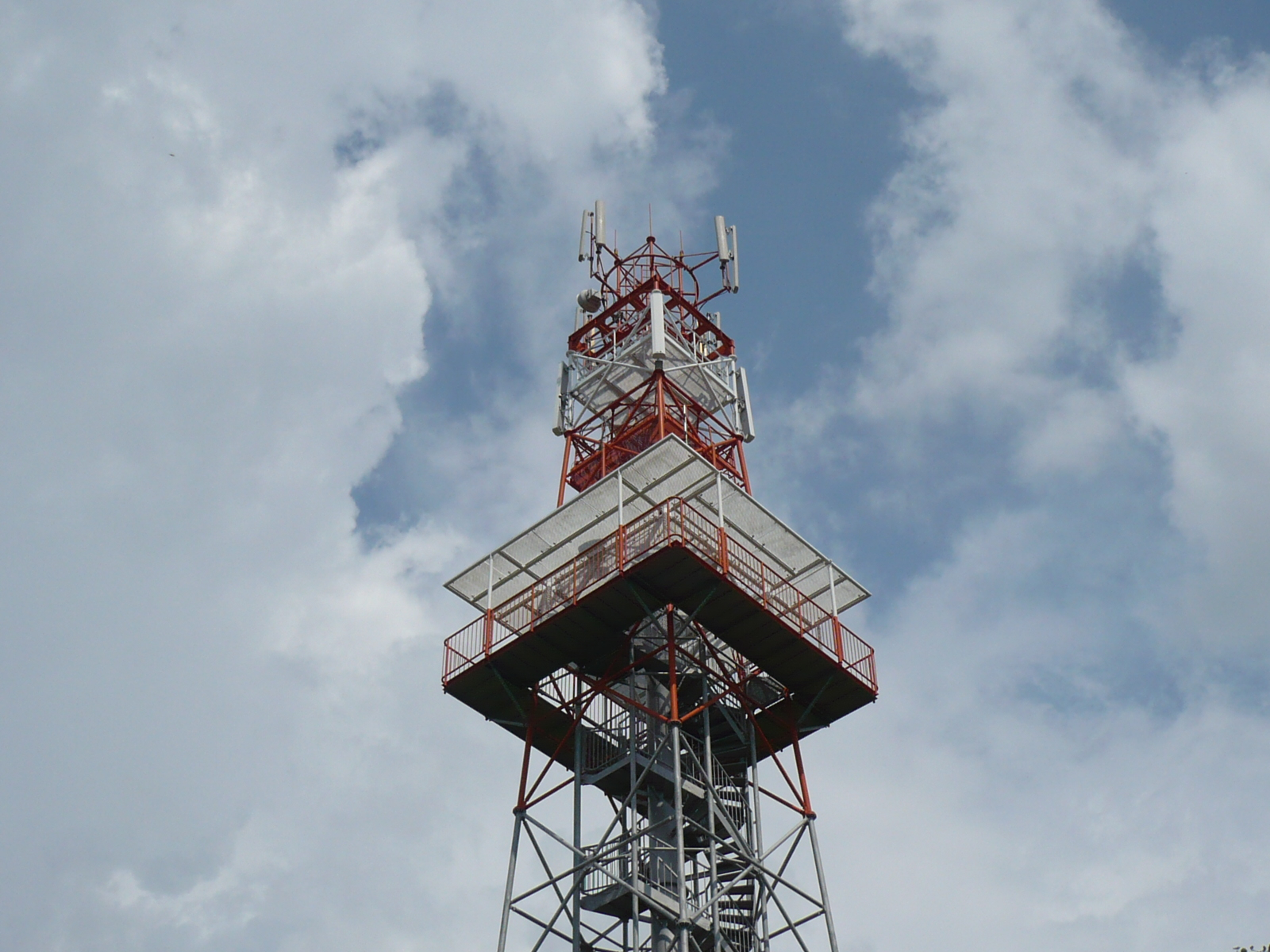
Vrchol rozhledny
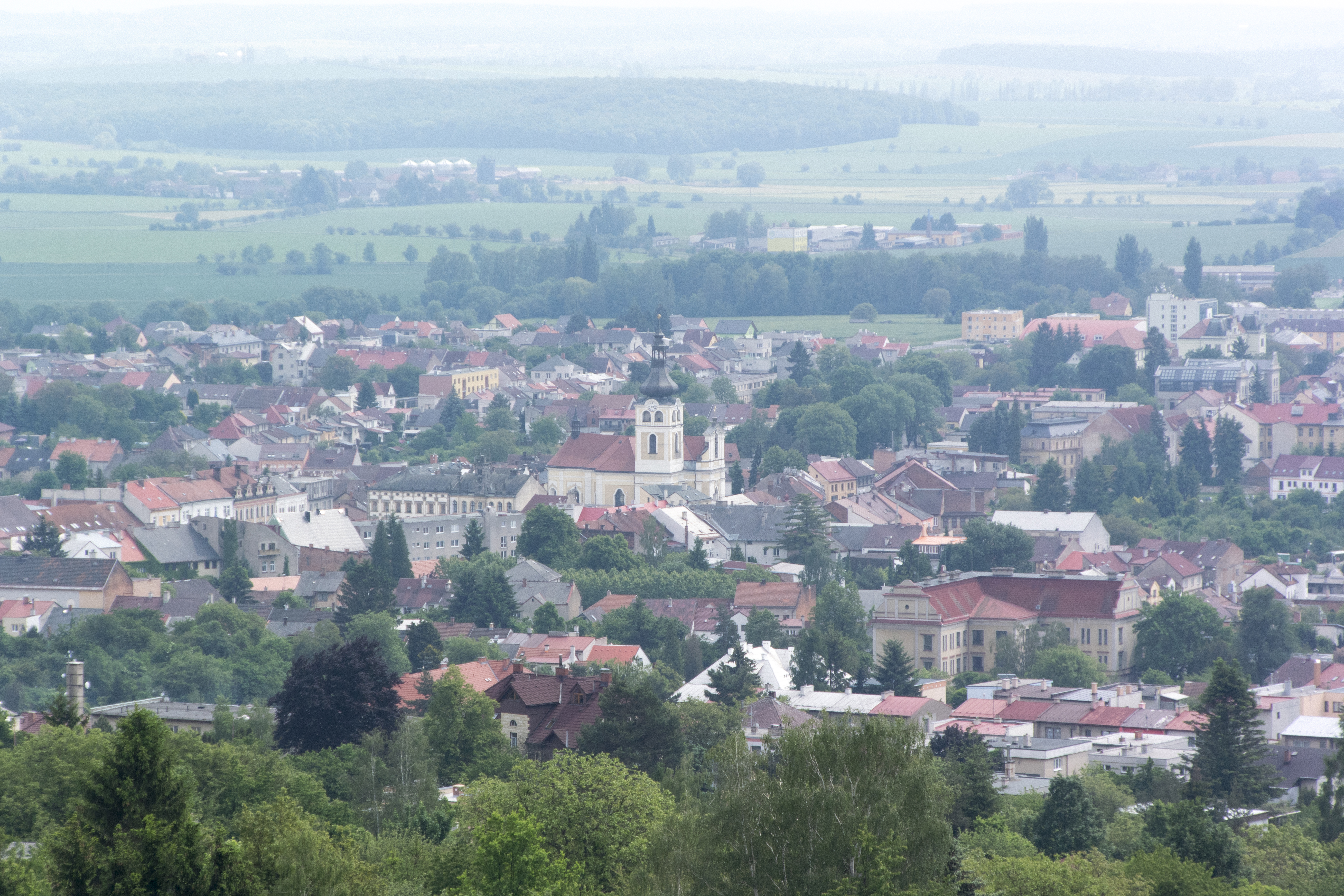
Detail na centrum města Hořice
Výhled na jih
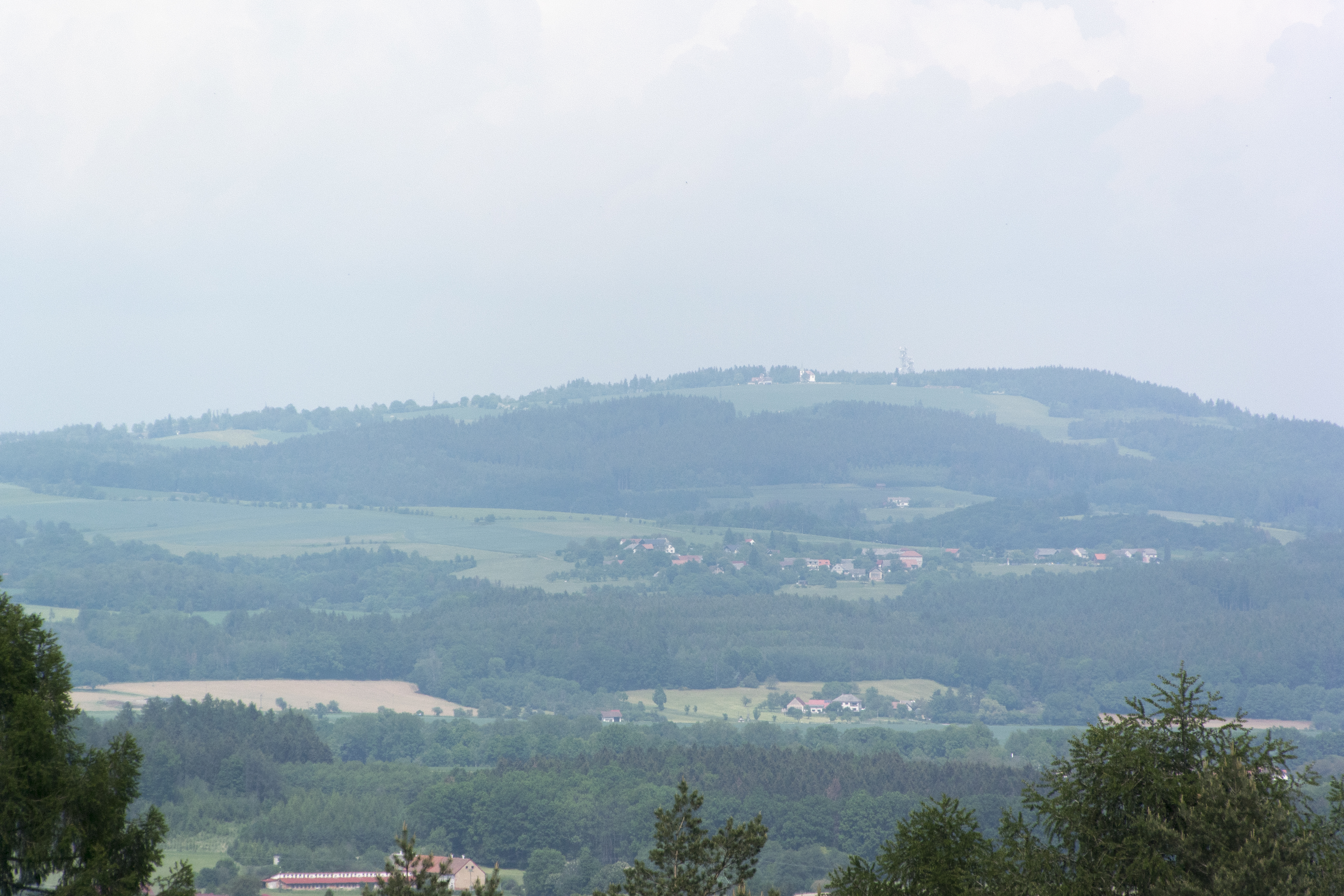
Výhled na sever

## Další rozhledny v okolí
- V jejím okolí se vyskytuje další rozhledna – Masarykova věž samostatnosti